# Hemstal
Hemstal (Luxemburgs: Hemstel) is een plaats in de gemeente Bech en het kanton Echternach in Luxemburg.

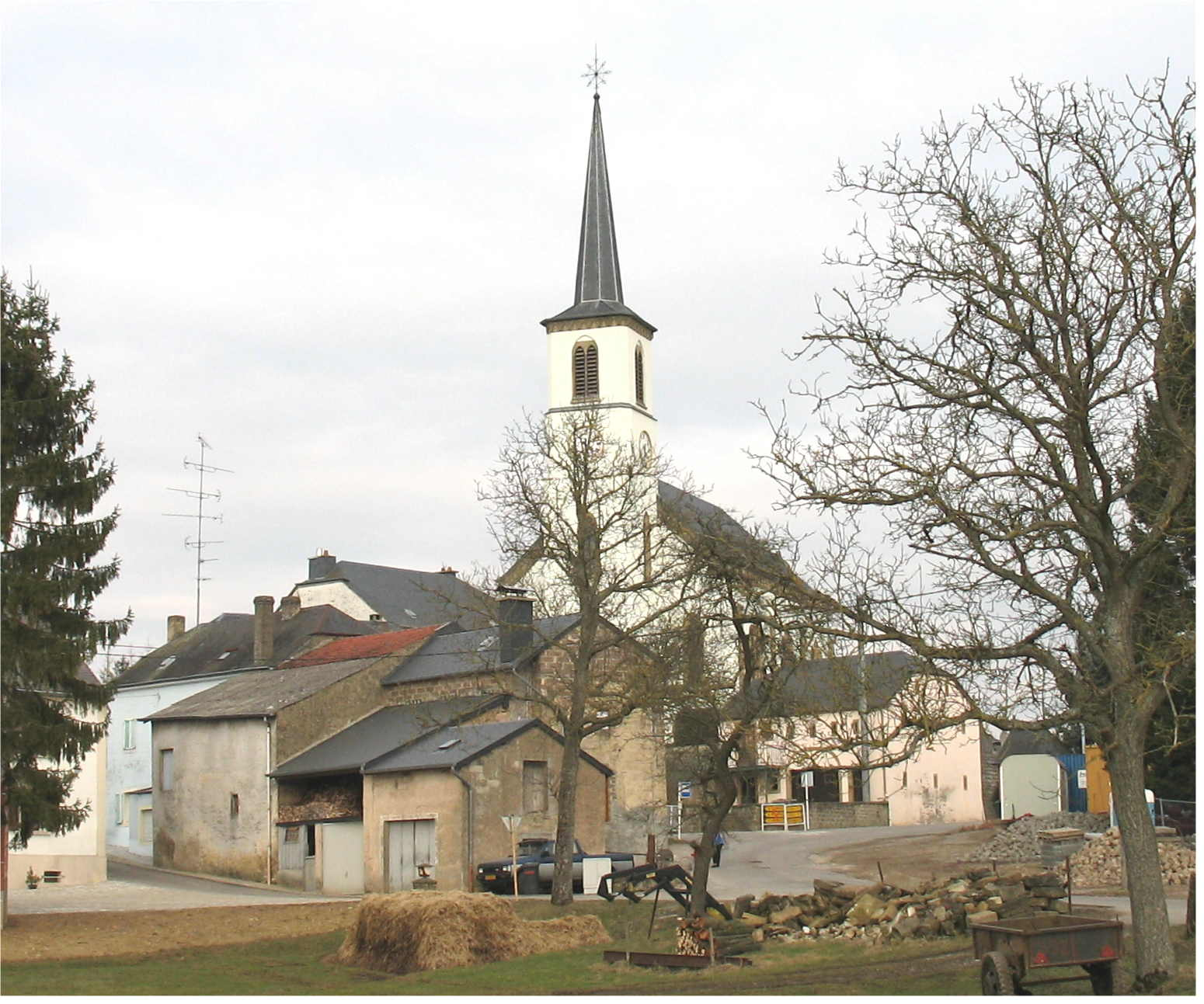
Hemstal

Hemstal telt 76 inwoners (2001).